# Zygmunt Jakubik
Zygmunt Jakubik (ur. 9 lutego 1936 w Zamościu, zm. 15 listopada 2020) – polski piłkarz ręczny i trener, m.in. zdobywca tytułu wicemistrza Polski z żeńską drużyną Pogoni Szczecin (1971), trener reprezentacji Polski w piłce ręcznej kobiet (1972–1976).

## Życiorys
W młodości uprawiał piłkę nożną, w czasie nauki licealnej grał jako piętnastolatek w Hetmanie Zamość. Następnie został uczniem technikum wychowania fizycznego w Gdańsku, został piłkarzem Lechii Gdański. Zmienił jednak dyscyplinę sportu i zaczął uprawiać piłkę ręczną w barwach Zrywu Gdańsk (1953–1956), z którym w 1955 zdobył wicemistrzostwo Polski w odmianie 7-osobowej. W 1957 ukończył szkołę średnią i przeniósł się do Szczecina, gdzie uczył się w studium nauczycielskim, a w latach 1957–1961 występował w barwach miejscowego AZS, w latach 1959–1961 grał także w rugby w Pionierze Szczecin.
W latach 60. rozpoczął pracę trenerską. Ze szkolną drużyną Szkoły Podstawowej nr 34 w Szczecinie zdobył w 1962 mistrzostwo Polski młodziczek, z zespołem VI Liceum Ogólnokształcącego im. Stefana Czarnieckiego w Szczecinie zwyciężył w 1963 w Igrzyskach Młodzieży Szkolnej, w 1965 wicemistrzostwo Polski juniorek, a w 1966 wywalczył awans do I ligi. Równoległe w latach 1963–1966 prowadził także II-ligowy męski zespół Wiarusa Szczecin.
Z uwagi na ówczesne przepisy uniemożliwiające grę zespołom szkolnym na tym poziomie rozgrywek, przeszedł ze swoimi zawodniczkami do Pogoni Szczecin. Zespół Pogoni prowadził do 1972, a jego największym sukcesem było zdobycie w 1971 tytułu wicemistrza Polski oraz Pucharu Polski. Równocześnie w latach 1966–1968 prowadził reprezentację Polski juniorek, w latach 1968–1970 młodzieżową reprezentację Polski, a w latach 1970–1971 był asystentem Pawła Wiśniowskiego w reprezentacji Polski seniorek.
W latach 1972–1976 prowadził reprezentację Polski kobiet w piłce ręcznej, w 1973 zajął z nią 5., a w 1975 7. miejsce na mistrzostwach świata. Następnie trenował męską drużynę Pogoni Szczecin i w sezonie 1977/1978 wprowadził ją do I ligi. W kolejnych latach był kierownikiem szkolenia w Pogoni, pracował także w Wojewódzkiej Federacji Sportu. W latach 1984–1990 prowadził męską drużynę Stal Gorzów Wielkopolski, w 1985 wprowadził ją do I ligi. W latach 1990–2000 był trenerem Energetyka Gryfino, w latach 2000–2001 Parii Szczecin.
W latach 1972–1978 był członkiem zarządu ZPRP.
Pracę trenerską łączył z pracą zawodową, był nauczycielem wychowania fizycznego. W 1988 prowadzony przez niego męski zespół Szkoły Podstawowej nr 16 zajął 2. miejsce w Centralnych Igrzyskach Młodzieży Szkolnej.
W 1996 został odznaczony Diamentową Odznaką ZPRP.